# Geigersberg (Durlach)

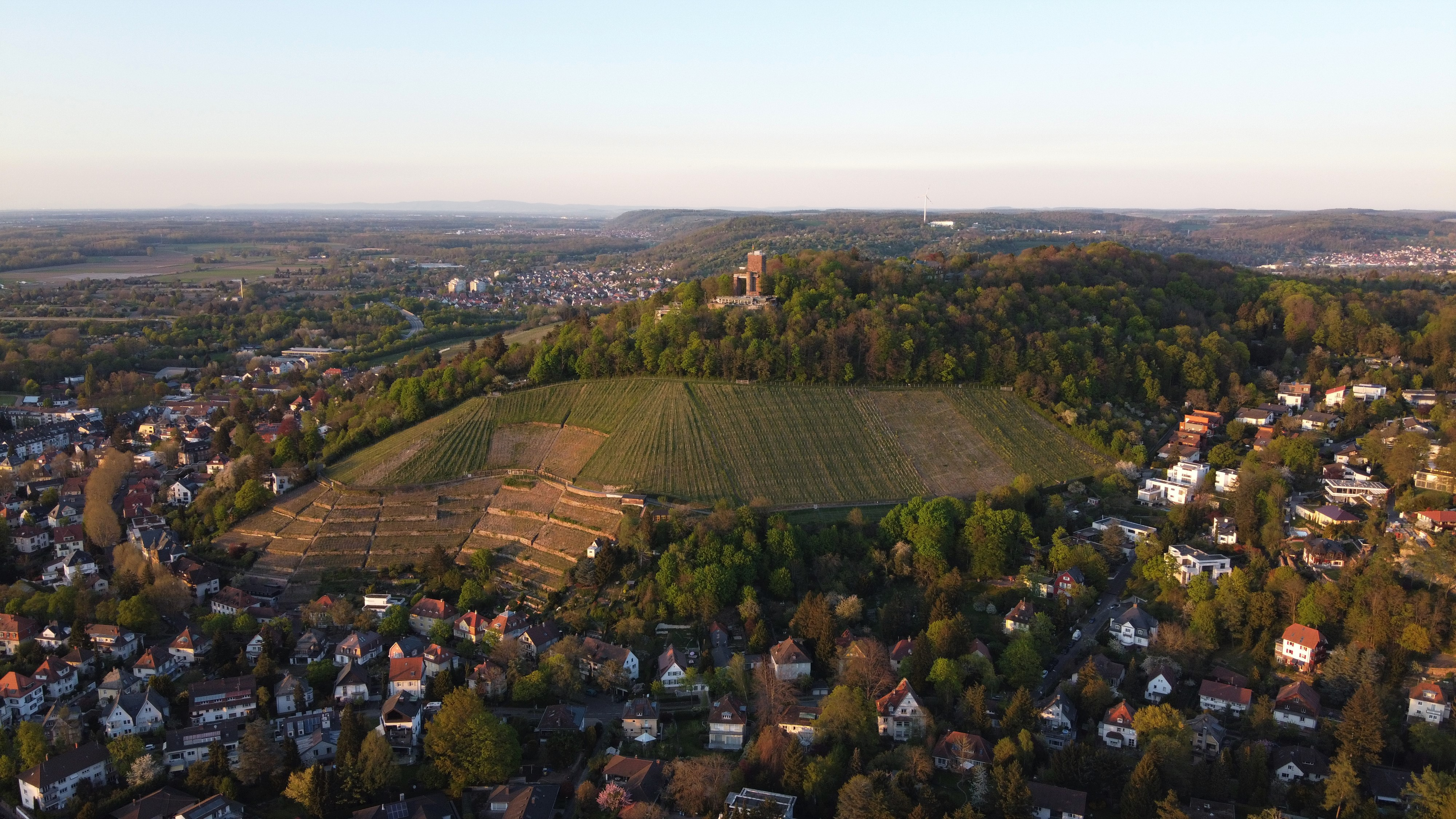
Der Geigersberg mit Blick auf den angrenzenden Turmberg.

Der Geigersberg ist ein Wohngebiet in Durlach. Es zählt zum Stadtviertel Hanggebiet und umfasst auch das sogenannte „Rosengärtle“. Als Grenze zu anderen Wohngebieten gelten im Westen die Badener Straße (B3) und im Nordosten die Rittnertstraße (K 9654). Im Süden schließen sich keine Siedlungen unmittelbar an. Der Geigersberg markiert den nördlichen Beginn des Schwarzwalds, während der ebenfalls in Durlach befindliche benachbarte Turmberg den südlichen Ausläufer des Kraichgau angehört. Mit rund 203 Metern über dem Meeresspiegel liegt der Berg deutlich höher als die Durlacher Altstadt und gewährt somit einen guten Ausblick auf die Stadt Karlsruhe.

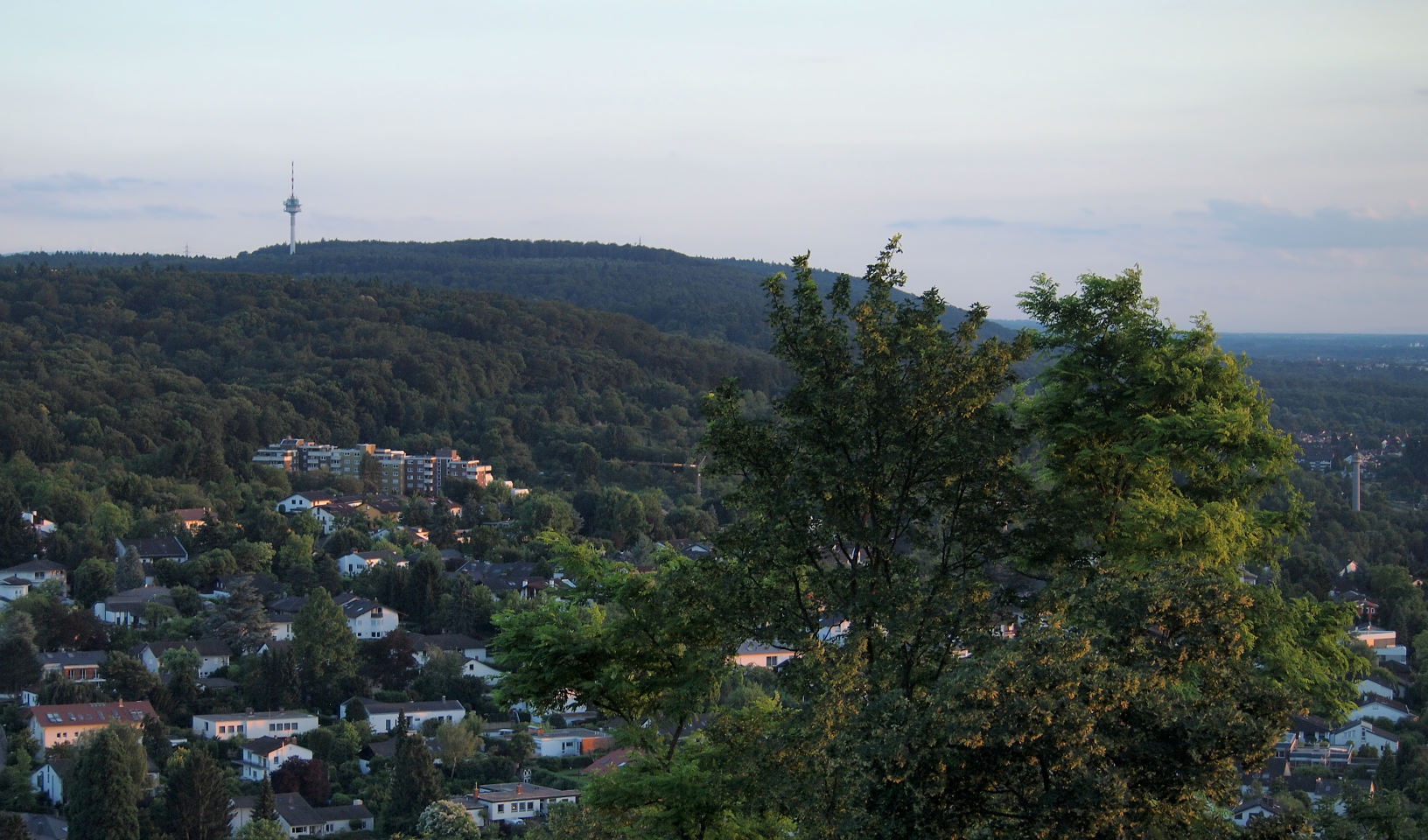
Der Geigersberg (links)

## Straßennamen
Ein Teil der Straßen ist nach bekannten Malern benannt:
- Erich-Heckel-Straße (Erich Heckel)
- Käthe-Kollwitz-Straße (Käthe Kollwitz)
- Max-Beckmann-Straße (Max Beckmann)
- Max-Liebermann-Straße (Max Liebermann)
- Emil-Nolde-Straße (Emil Nolde)
- Paula-Modersohn-Straße (Paula Modersohn-Becker)
- Lyonel-Feininger-Weg (Lyonel Feininger)
- Carl-Hofer-Straße (Karl Hofer)
- Paul-Klee-Straße (Paul Klee)
- Ernst-Barlach-Straße (Ernst Balach)